# La Dunciade

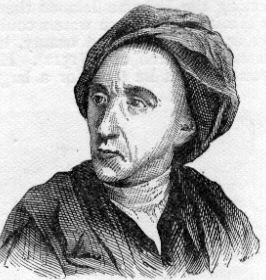
Alexander Pope

La Dunciade ou guerre des sots (The Dunciad en anglais) est un célèbre poème satirique écrit par l'auteur anglais Alexander Pope au début du XVIIIe siècle. L'œuvre connut trois éditions distinctes à des époques différentes. La première version (la Dunciade « de trois livres ») vit le jour en 1728. La deuxième, dans laquelle Pope reconnaît la paternité du texte, porte le nom de Dunciad Variorum (« Variations sur la Dunciade ») et apparut en 1735. Quant à la Nouvelle Dunciade (New Dunciad), organisée en quatre livres et présentant un héros différent, elle fut publiée en 1743.
Le poème célèbre la déesse Dulness (« bêtise » en français) et décrit le labeur de ses agents, qui s'emploient à répandre la décadence, l'imbécillité et l'absence de goût à travers le royaume de Grande-Bretagne.